# Ҵ
Ҵ, ҵ (курсивом: Ҵ ҵ) — кирилична літера. Є лігатурою кириличних літер Т та Ц.
Використовується в абхазькій мові для позначення звуку [tsʼ], є 50-ю літерою абхазької абетки, де розташована між літерами Цә та Ҵә.
В англійській мові може позначатись, як ⟨c̄⟩.

## Обчислювальні коди
| Символ                      | Ҵ                                | Ҵ                                | ҵ                              | ҵ                              |
| --------------------------- | -------------------------------- | -------------------------------- | ------------------------------ | ------------------------------ |
| Unicode name                | CYRILLIC CAPITAL LIGATURE TE TSE | CYRILLIC CAPITAL LIGATURE TE TSE | CYRILLIC SMALL LIGATURE TE TSE | CYRILLIC SMALL LIGATURE TE TSE |
| Encodings                   | decimal                          | hex                              | decimal                        | hex                            |
| Unicode                     | 1204                             | U+04B4                           | 1205                           | U+04B5                         |
| UTF-8                       | 210 180                          | D2 B4                            | 210 181                        | D2 B5                          |
| Числове позначення символів | &#1204;                          | &#x4B4;                          | &#1205;                        | &#x4B5;                        |